# Église Saint-Jean-Baptiste d'Ečka
Pour les articles homonymes, voir Église Saint-Jean-Baptiste.
L'église Saint-Jean-Baptiste d'Ečka (en serbe cyrillique : Римокатоличка црква светог Јована Крститеља у Ечки ; en serbe latin : Rimokatolička crkva svetog Jovana Krstitelja u Ečki) est une église catholique située à Ečka, dans la province autonome de Voïvodine, sur le territoire de la ville de Zrenjanin et dans le district du Banat central en Serbie. Elle est inscrite sur la liste des monuments culturels protégés de la république de Serbie (identifiant no SK 1980),.

## Présentation

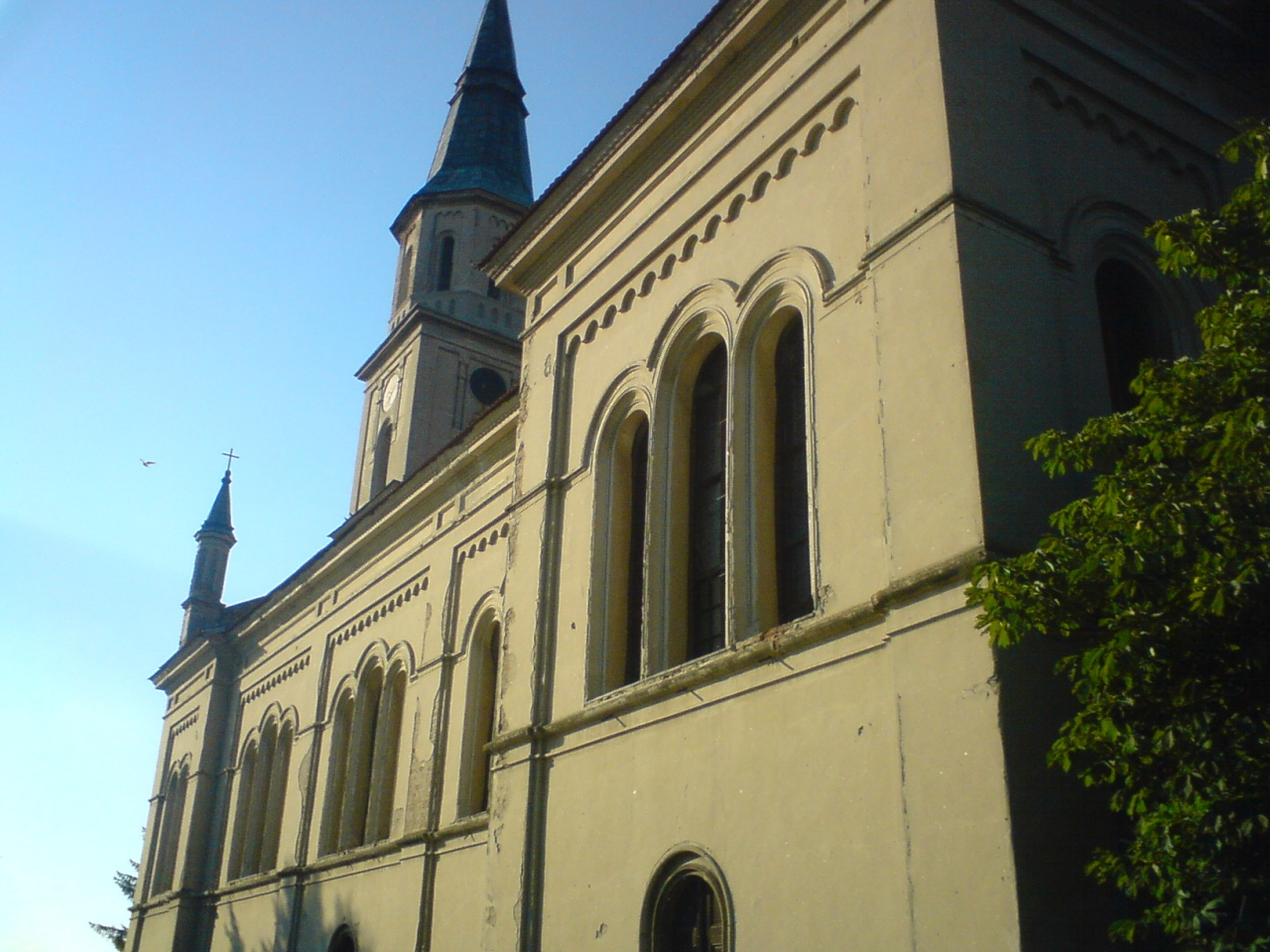
Autre vue de l'église

L'église actuelle a été construite en 1864 à l'emplacement d'un édifice remontant à 1794. Sa construction a été financée par la famille Lаzаr d'Ečka et, notamment, par Sigismund Lazar d'Ečka, ainsi qu'en atteste une plaque de marbre située au-dessus de l'entrée occidentale. Le projet de l'église a été conçu par Stevan Đorđević qui a plus tard travaillé à l'église catholique Saint-Jean-Népomucène de Veliki Bečkerek (aujourd'hui Zrenjanin). La façade a été achevée à l'époque du comte Felix Harnoncourt en 1907. L'ensemble est caractéristique du style néo-roman.
Derrière l'autel se trouve l'entrée d'une crypte où sont enterrés les membres de la famille Lazar et leurs héritiers.

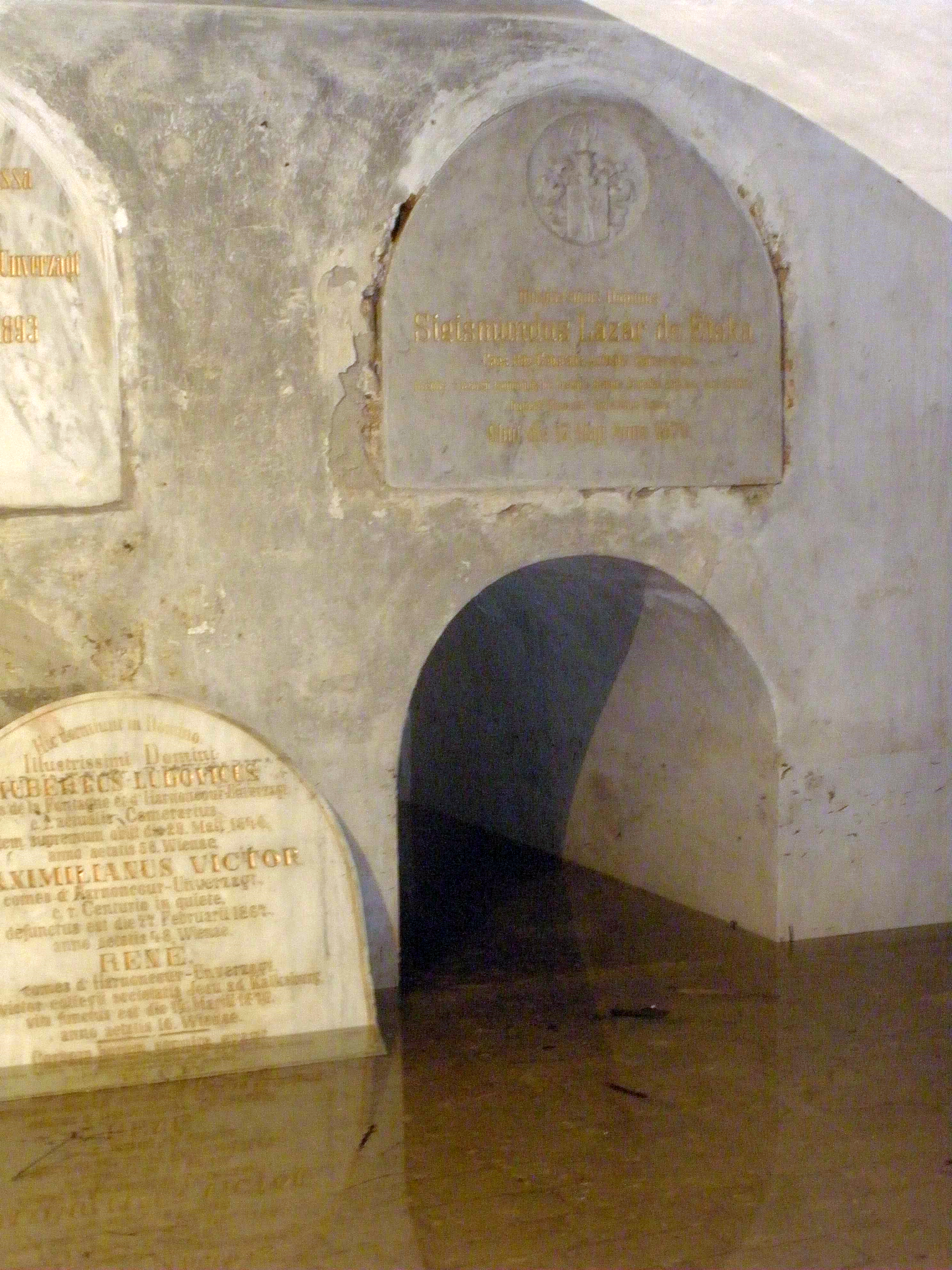
La crypte de l'église (inondée en 2010)

Le décor d'origine des murs et des plafonds a été peint par Јоzеf Geugner, un artiste qui a beaucoup travaillé dans la région de Zrenjanin dans la seconde moitié du XIXe siècle ; les réalisations de Geugner ont été partiellement recouvertes par de nouvelles fresques de moindre valeur artistique en 1928. Des tableaux présents dans l'église ont été restaurés en 2010 et transférés au palais épiscopal de Zrenjanin pour les préserver de l'humidité et du vol ; au cours de la restauration, les conservateurs ont constaté qu'une partie d'entre eux avaient été réalisés dans la seconde moitié du XVIIIe siècle par Felix Ivo Leicher (1727-1812) et non par Franz Anton Maulbertsch comme on le croyait jusqu'alors.

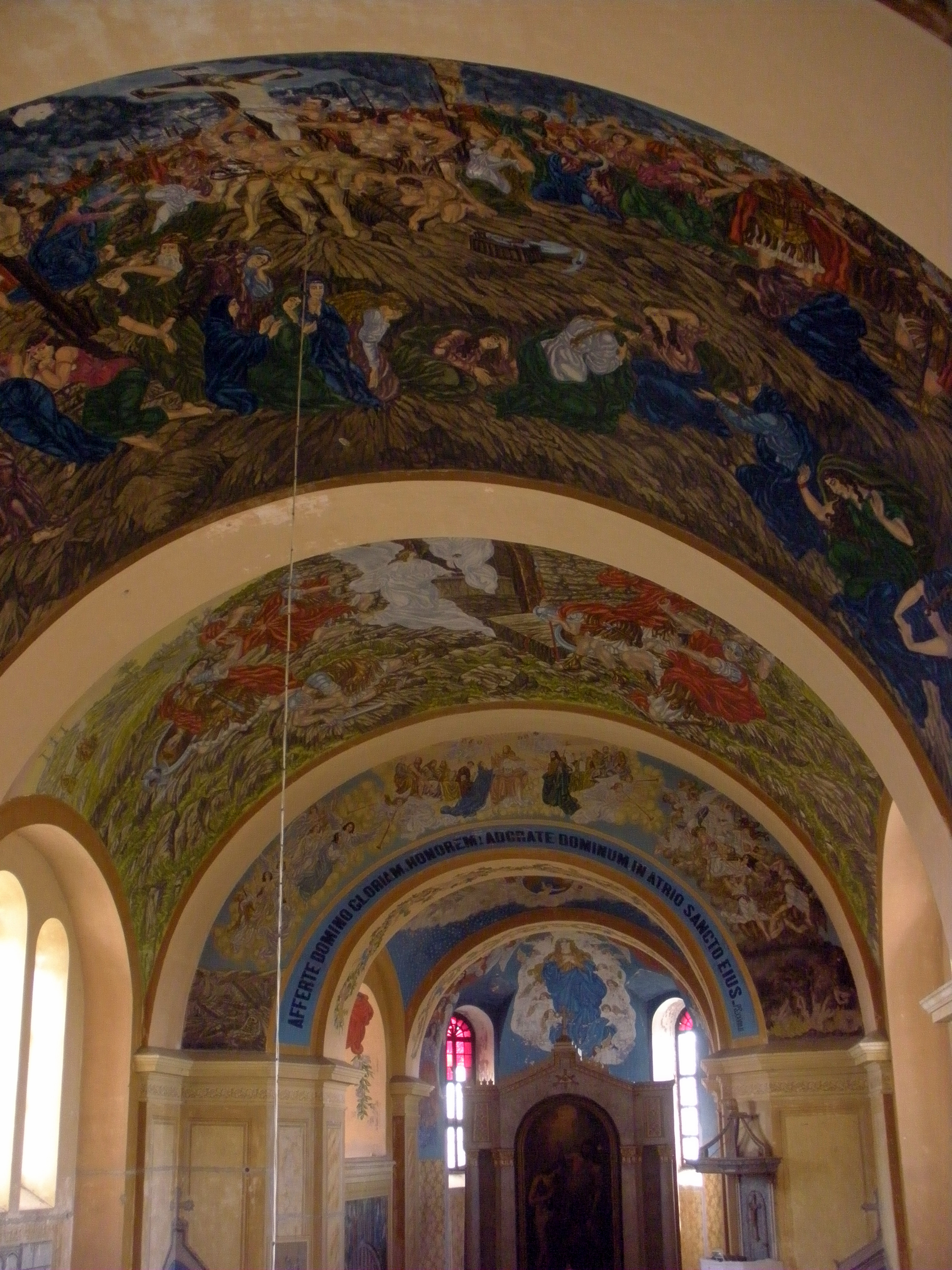
Fresques de Jozef Geugner
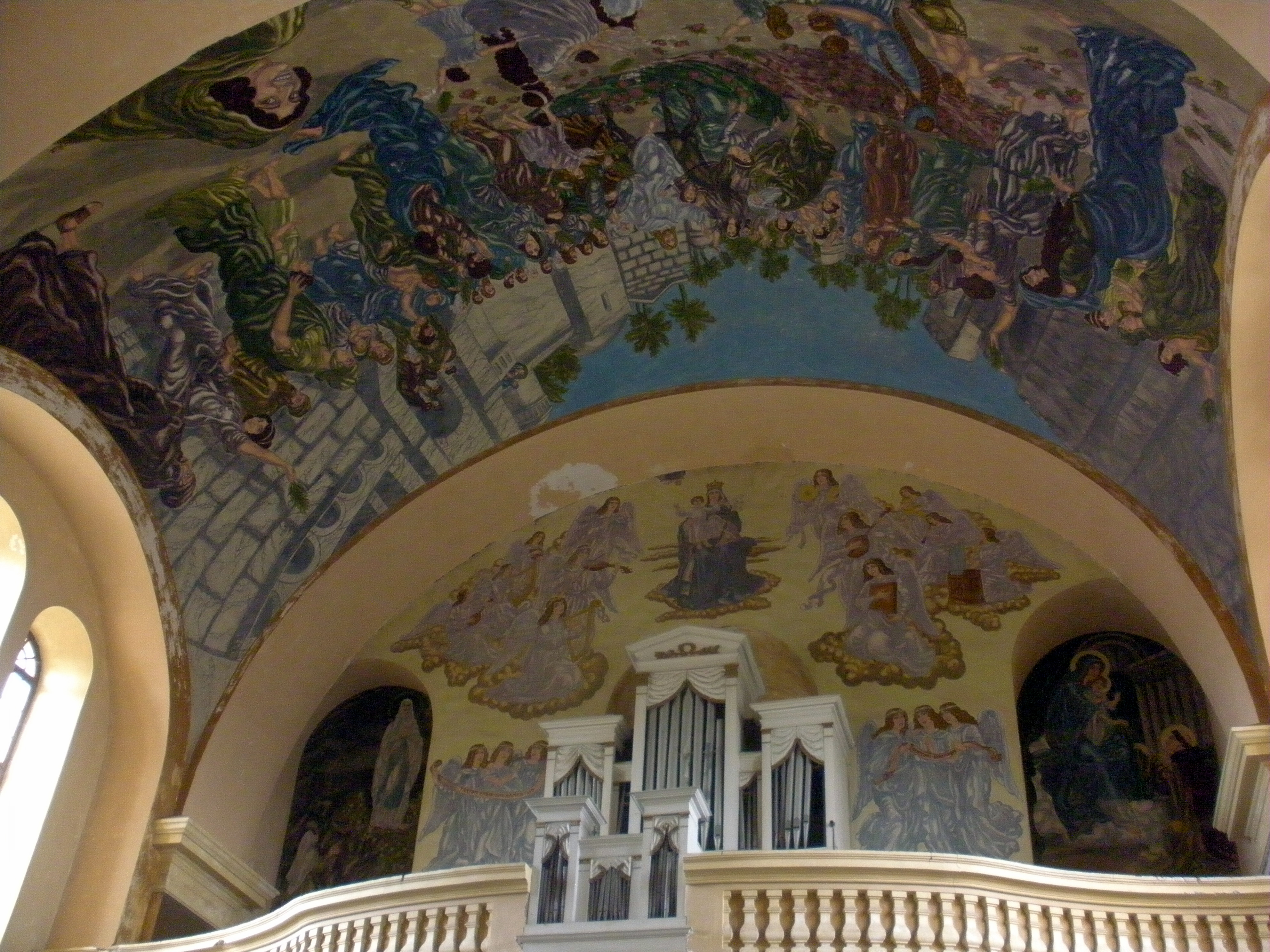
L'orgue de l'église